# Thyge Axelsen Brahe (hofjunker)
 Der er flere personer med dette navn, se Thyge Brahe.
Thyge Axelsen Brahe (1. januar 1593- 22. august 1640) var en dansk adelsmand og godsejer.
Thyge Axelsen Brahe blev født på Odensegaard, hvor hans fader, Axel Ottesen Brahe, da var lensmand. I 1615 blev han hofjunker, men tog 3 år efter afsked fra hove for at ægte den 17-årige Birgitte Brock, datter af den bekendte dagbogsforfatter Eske Brock. Brylluppet stod 6. september 1618, og året efter forlenedes Brahe med Skive Len, som han 1632 ombyttede med Tryggevælde. Fru Birgitte døde 4. august 1639, og hendes død gjorde megen opsigt, i det den formentes at skyldes en urigtig behandling fra vedkommende læges side, hvorfor også Brahe siden rejste tiltale mod denne, men lod på andres forbøn atter sagen falde. Fru Birgitte har efterladt sig et sjælden smukt eftermæle som en ualmindelig from, godgørende kvinde, til hvis ros det blandt andet må fremhæves, at hun på Mattrup lod indrette en skole for bønderbørnene. Hendes ægtefælle overlevede kun kort sin hustru, thi han døde alt året efter under et ophold på Vedtofte. 
Han skal have haft megen sans for videnskabelig syssel og navnlig have delt sin store farbroders og navnes lyst til astronomien; det var ham, der foranledigede, at den lærde Ole Worm udgav sin forklaring over den bekendte runesten på Tryggevælde. Derimod var han en meget slet husholder, og skjønt han havde arvet betydelige godser, nemlig Tostrup og Gundestrup i Skåne efter sin faders slægt, Mattrup i Jylland og Eskebjerg og Vedtofte i Fyen efter moderen, Kirsten Hardenberg, samt Vemmetofte i Sjælland og måske Alnerup, Ellinge og Ørtofte i Skåne efter sin svigerfader, så at hans jordegods beløb sig til henved 3000 tønder hartkorn, undgik han dog ikke den økonomiske ruin, som på den tid hjemsøgte den langt overvejende del af hans standsfæller. Letsindige forløfter for slægt og venner ødelagde hans kår så grundig, at der ved hans død fandtes en gæld på 360 000 kroner. En del af arvingerne vilde derfor have arven og gælden frasagt, andre ikke, og derved foranledigedes et skandaløst optrin ved hans jordefærd i Sankt Knuds Kirke i Odense.